# دوايت لويس
دوايت لويس (بالإسبانية: Dwight Lewis) مواليد 7 أغسطس 1987 في فنزويلا، هو لاعب كرة سلة أمريكي. بدأ مسيرته الاحترافية في سنة 2010. يلعب في الدوري الفنزويلي لكرة السلة. يحمل الرقم 19. يبلغ طوله 6 قدم 6 بوصة (2.0 م). مثّل منتخب بلاده. شارك في دورة الألعاب الأولمبية الصيفية سنة 2016. حقق المركز الأول في بطولة أمم الأمريكتين لكرة السلة 2015. لعب مع تروتاموندوس دي كارابوبو في الدوري الفنزويلي لكرة السلة.

## سجل المنافسة
شارك في المنافسات التالية:
- الألعاب الأولمبية الصيفية 2016
- بطولة أمم الأمريكتين لكرة السلة 2015

## الميداليات
| الميدالية | المسابقة                             |
| --------- | ------------------------------------ |
| ذهبية     | بطولة أمم الأمريكتين لكرة السلة 2015 |

## روابط خارجية
- دوايت لويس على موقع الاتحاد الدولي لكرة السلة (الإنجليزية)
- دوايت لويس على موقع كرة السلة الأوروبية.كوم (الإنجليزية)
- دوايت لويس على موقع DraftExpress.com (الإنجليزية)
- دوايت لويس على موقع كلية كرة السلة في سبورتس رفرنس.كوم (الإنجليزية)
- دوايت لويس على موقع ريلجم (الإنجليزية)
- دوايت لويس على موقع بروبوليرز (الإنجليزية)
- دوايت لويس على موقع سبورتس رفرنس (الإنجليزية)
- دوايت لويس على موقع أوليمبيديا (الإنجليزية)